# Rouillon
Rouillon – miejscowość i gmina we Francji, w regionie Kraj Loary, w departamencie Sarthe.
Według danych na rok 1990 gminę zamieszkiwały 1 592 osoby, a gęstość zaludnienia wynosiła 174 osób/km² (wśród 1504 gmin Kraju Loary Rouillon plasuje się na 385. miejscu pod względem liczby ludności, natomiast pod względem powierzchni na miejscu 1041.).